# Personal Life
Personal Life è il quinto album dei The Thermals, pubblicato nel 2010 dalla Kill Rock Stars.

## Tracce
1. I'm Gonna Change Your Life – 2:59
2. I Don't Believe You – 2:38
3. Never Listen To Me – 4:30
4. Not Like Any Other Feeling – 3:34
5. Power Lies – 2:58
6. Only For You – 4:17
7. Alone, a Fool – 2:08
8. Your Love Is So Strong – 3:00
9. A Reflection – 2:37
10. You Changed My Life – 3:25